# Марандюк Михайло Назарович
Михайло Назарович Марандюк (нар. 17 січня 1949, м. Новоселиця) — український, раніше радянський, шаховий композитор; майстер спорту СРСР (1978), міжнародний гросмейстер з шахової композиції (2004). Інженер-механік. Шаховий тренер.

## Життєпис
З 1968 опублікував понад 1200 задач усіх жанрів. Більшіть задач відзначені на конкурсах, з них 300 — перших призів. Улюблені жанри — триходівки та багатоходівки.
Фіналіст 11-17-го особистих першостей СРСР (1973—1987); 3-е місце у розділі триходівок в 13-му (1981), 4-е у двоходівках у 12-му (1976) і 13-му (1981), а також у багатоходівках в 17-му (1987). Переможець П'ятого чемпіонату світу у командному заліку (WCCT—5, 1993—1997). П'ятикратний чемпіон світу в особистому заліку: WCCI—1 (1998—2000) у розділах триходівок і багатоходівок, WCCI—2 (2001—2003) у розділі багатоходовок, WCCI—3 (2004—2006) в розділах триходівок і багатоходівок. Найтитулованіший шаховий композитор України. Член тренерської ради збірної України, капітан команди.
У 2001 році йому присвоєно звання «Почесний громадянин міста Новоселиця», в 2009-му нагороджений Почесним знаком Міністерства України з питань сім'ї, молоді та спорту, а в 2011-му нагороджений медаллю «Двадцять років незалежності України». Проживає у місті Новоселиця, тренує юних шахістів-практиків починаючи з 2014 року.

## Звання та титули
Майстер спорту СРСР (1978).
Міжнародний гросмейстер з шахової композиції (2004).
Міжнародний арбітр [Архівовано 2 квітня 2019 у Wayback Machine.].
Заслужений майстер спорту України.

## Спортивні досягнення
Чемпіон СРСР у складі команди Молдови.
Чемпіон СРСР у складі команди України.
25-разовий чемпіон України в особистому та командному заліку.
Триразовий чемпіон світу у складі команди СРСР.
Чемпіон світу у складі команди України у 5-й першості світу.
Десятиразовий чемпіон світу в особистому заліку.
2 місце чемпіонату світу в особистому заліку 2019-2021.

## Задачі
|   | a | b | c | d | e | f | g | h |   |
| 8 | g8 білий кінь · h8 білий ферзь · g7 білий король · a5 чорний пішак · b5 чорний пішак · c5 чорний пішак · d5 білий слон · h4 біла тура · e3 чорний пішак · f3 чорний пішак · g3 чорний король · h3 чорний пішак · d2 чорний пішак · e2 чорний пішак · f2 чорний слон · g2 чорна тура · h2 чорний ферзь · e1 чорна тура · f1 чорний кінь · h1 чорний слон | g8 білий кінь · h8 білий ферзь · g7 білий король · a5 чорний пішак · b5 чорний пішак · c5 чорний пішак · d5 білий слон · h4 біла тура · e3 чорний пішак · f3 чорний пішак · g3 чорний король · h3 чорний пішак · d2 чорний пішак · e2 чорний пішак · f2 чорний слон · g2 чорна тура · h2 чорний ферзь · e1 чорна тура · f1 чорний кінь · h1 чорний слон | g8 білий кінь · h8 білий ферзь · g7 білий король · a5 чорний пішак · b5 чорний пішак · c5 чорний пішак · d5 білий слон · h4 біла тура · e3 чорний пішак · f3 чорний пішак · g3 чорний король · h3 чорний пішак · d2 чорний пішак · e2 чорний пішак · f2 чорний слон · g2 чорна тура · h2 чорний ферзь · e1 чорна тура · f1 чорний кінь · h1 чорний слон | g8 білий кінь · h8 білий ферзь · g7 білий король · a5 чорний пішак · b5 чорний пішак · c5 чорний пішак · d5 білий слон · h4 біла тура · e3 чорний пішак · f3 чорний пішак · g3 чорний король · h3 чорний пішак · d2 чорний пішак · e2 чорний пішак · f2 чорний слон · g2 чорна тура · h2 чорний ферзь · e1 чорна тура · f1 чорний кінь · h1 чорний слон | g8 білий кінь · h8 білий ферзь · g7 білий король · a5 чорний пішак · b5 чорний пішак · c5 чорний пішак · d5 білий слон · h4 біла тура · e3 чорний пішак · f3 чорний пішак · g3 чорний король · h3 чорний пішак · d2 чорний пішак · e2 чорний пішак · f2 чорний слон · g2 чорна тура · h2 чорний ферзь · e1 чорна тура · f1 чорний кінь · h1 чорний слон | g8 білий кінь · h8 білий ферзь · g7 білий король · a5 чорний пішак · b5 чорний пішак · c5 чорний пішак · d5 білий слон · h4 біла тура · e3 чорний пішак · f3 чорний пішак · g3 чорний король · h3 чорний пішак · d2 чорний пішак · e2 чорний пішак · f2 чорний слон · g2 чорна тура · h2 чорний ферзь · e1 чорна тура · f1 чорний кінь · h1 чорний слон | g8 білий кінь · h8 білий ферзь · g7 білий король · a5 чорний пішак · b5 чорний пішак · c5 чорний пішак · d5 білий слон · h4 біла тура · e3 чорний пішак · f3 чорний пішак · g3 чорний король · h3 чорний пішак · d2 чорний пішак · e2 чорний пішак · f2 чорний слон · g2 чорна тура · h2 чорний ферзь · e1 чорна тура · f1 чорний кінь · h1 чорний слон | g8 білий кінь · h8 білий ферзь · g7 білий король · a5 чорний пішак · b5 чорний пішак · c5 чорний пішак · d5 білий слон · h4 біла тура · e3 чорний пішак · f3 чорний пішак · g3 чорний король · h3 чорний пішак · d2 чорний пішак · e2 чорний пішак · f2 чорний слон · g2 чорна тура · h2 чорний ферзь · e1 чорна тура · f1 чорний кінь · h1 чорний слон | 8 |
| 7 | g8 білий кінь · h8 білий ферзь · g7 білий король · a5 чорний пішак · b5 чорний пішак · c5 чорний пішак · d5 білий слон · h4 біла тура · e3 чорний пішак · f3 чорний пішак · g3 чорний король · h3 чорний пішак · d2 чорний пішак · e2 чорний пішак · f2 чорний слон · g2 чорна тура · h2 чорний ферзь · e1 чорна тура · f1 чорний кінь · h1 чорний слон | g8 білий кінь · h8 білий ферзь · g7 білий король · a5 чорний пішак · b5 чорний пішак · c5 чорний пішак · d5 білий слон · h4 біла тура · e3 чорний пішак · f3 чорний пішак · g3 чорний король · h3 чорний пішак · d2 чорний пішак · e2 чорний пішак · f2 чорний слон · g2 чорна тура · h2 чорний ферзь · e1 чорна тура · f1 чорний кінь · h1 чорний слон | g8 білий кінь · h8 білий ферзь · g7 білий король · a5 чорний пішак · b5 чорний пішак · c5 чорний пішак · d5 білий слон · h4 біла тура · e3 чорний пішак · f3 чорний пішак · g3 чорний король · h3 чорний пішак · d2 чорний пішак · e2 чорний пішак · f2 чорний слон · g2 чорна тура · h2 чорний ферзь · e1 чорна тура · f1 чорний кінь · h1 чорний слон | g8 білий кінь · h8 білий ферзь · g7 білий король · a5 чорний пішак · b5 чорний пішак · c5 чорний пішак · d5 білий слон · h4 біла тура · e3 чорний пішак · f3 чорний пішак · g3 чорний король · h3 чорний пішак · d2 чорний пішак · e2 чорний пішак · f2 чорний слон · g2 чорна тура · h2 чорний ферзь · e1 чорна тура · f1 чорний кінь · h1 чорний слон | g8 білий кінь · h8 білий ферзь · g7 білий король · a5 чорний пішак · b5 чорний пішак · c5 чорний пішак · d5 білий слон · h4 біла тура · e3 чорний пішак · f3 чорний пішак · g3 чорний король · h3 чорний пішак · d2 чорний пішак · e2 чорний пішак · f2 чорний слон · g2 чорна тура · h2 чорний ферзь · e1 чорна тура · f1 чорний кінь · h1 чорний слон | g8 білий кінь · h8 білий ферзь · g7 білий король · a5 чорний пішак · b5 чорний пішак · c5 чорний пішак · d5 білий слон · h4 біла тура · e3 чорний пішак · f3 чорний пішак · g3 чорний король · h3 чорний пішак · d2 чорний пішак · e2 чорний пішак · f2 чорний слон · g2 чорна тура · h2 чорний ферзь · e1 чорна тура · f1 чорний кінь · h1 чорний слон | g8 білий кінь · h8 білий ферзь · g7 білий король · a5 чорний пішак · b5 чорний пішак · c5 чорний пішак · d5 білий слон · h4 біла тура · e3 чорний пішак · f3 чорний пішак · g3 чорний король · h3 чорний пішак · d2 чорний пішак · e2 чорний пішак · f2 чорний слон · g2 чорна тура · h2 чорний ферзь · e1 чорна тура · f1 чорний кінь · h1 чорний слон | g8 білий кінь · h8 білий ферзь · g7 білий король · a5 чорний пішак · b5 чорний пішак · c5 чорний пішак · d5 білий слон · h4 біла тура · e3 чорний пішак · f3 чорний пішак · g3 чорний король · h3 чорний пішак · d2 чорний пішак · e2 чорний пішак · f2 чорний слон · g2 чорна тура · h2 чорний ферзь · e1 чорна тура · f1 чорний кінь · h1 чорний слон | 7 |
| 6 | g8 білий кінь · h8 білий ферзь · g7 білий король · a5 чорний пішак · b5 чорний пішак · c5 чорний пішак · d5 білий слон · h4 біла тура · e3 чорний пішак · f3 чорний пішак · g3 чорний король · h3 чорний пішак · d2 чорний пішак · e2 чорний пішак · f2 чорний слон · g2 чорна тура · h2 чорний ферзь · e1 чорна тура · f1 чорний кінь · h1 чорний слон | g8 білий кінь · h8 білий ферзь · g7 білий король · a5 чорний пішак · b5 чорний пішак · c5 чорний пішак · d5 білий слон · h4 біла тура · e3 чорний пішак · f3 чорний пішак · g3 чорний король · h3 чорний пішак · d2 чорний пішак · e2 чорний пішак · f2 чорний слон · g2 чорна тура · h2 чорний ферзь · e1 чорна тура · f1 чорний кінь · h1 чорний слон | g8 білий кінь · h8 білий ферзь · g7 білий король · a5 чорний пішак · b5 чорний пішак · c5 чорний пішак · d5 білий слон · h4 біла тура · e3 чорний пішак · f3 чорний пішак · g3 чорний король · h3 чорний пішак · d2 чорний пішак · e2 чорний пішак · f2 чорний слон · g2 чорна тура · h2 чорний ферзь · e1 чорна тура · f1 чорний кінь · h1 чорний слон | g8 білий кінь · h8 білий ферзь · g7 білий король · a5 чорний пішак · b5 чорний пішак · c5 чорний пішак · d5 білий слон · h4 біла тура · e3 чорний пішак · f3 чорний пішак · g3 чорний король · h3 чорний пішак · d2 чорний пішак · e2 чорний пішак · f2 чорний слон · g2 чорна тура · h2 чорний ферзь · e1 чорна тура · f1 чорний кінь · h1 чорний слон | g8 білий кінь · h8 білий ферзь · g7 білий король · a5 чорний пішак · b5 чорний пішак · c5 чорний пішак · d5 білий слон · h4 біла тура · e3 чорний пішак · f3 чорний пішак · g3 чорний король · h3 чорний пішак · d2 чорний пішак · e2 чорний пішак · f2 чорний слон · g2 чорна тура · h2 чорний ферзь · e1 чорна тура · f1 чорний кінь · h1 чорний слон | g8 білий кінь · h8 білий ферзь · g7 білий король · a5 чорний пішак · b5 чорний пішак · c5 чорний пішак · d5 білий слон · h4 біла тура · e3 чорний пішак · f3 чорний пішак · g3 чорний король · h3 чорний пішак · d2 чорний пішак · e2 чорний пішак · f2 чорний слон · g2 чорна тура · h2 чорний ферзь · e1 чорна тура · f1 чорний кінь · h1 чорний слон | g8 білий кінь · h8 білий ферзь · g7 білий король · a5 чорний пішак · b5 чорний пішак · c5 чорний пішак · d5 білий слон · h4 біла тура · e3 чорний пішак · f3 чорний пішак · g3 чорний король · h3 чорний пішак · d2 чорний пішак · e2 чорний пішак · f2 чорний слон · g2 чорна тура · h2 чорний ферзь · e1 чорна тура · f1 чорний кінь · h1 чорний слон | g8 білий кінь · h8 білий ферзь · g7 білий король · a5 чорний пішак · b5 чорний пішак · c5 чорний пішак · d5 білий слон · h4 біла тура · e3 чорний пішак · f3 чорний пішак · g3 чорний король · h3 чорний пішак · d2 чорний пішак · e2 чорний пішак · f2 чорний слон · g2 чорна тура · h2 чорний ферзь · e1 чорна тура · f1 чорний кінь · h1 чорний слон | 6 |
| 5 | g8 білий кінь · h8 білий ферзь · g7 білий король · a5 чорний пішак · b5 чорний пішак · c5 чорний пішак · d5 білий слон · h4 біла тура · e3 чорний пішак · f3 чорний пішак · g3 чорний король · h3 чорний пішак · d2 чорний пішак · e2 чорний пішак · f2 чорний слон · g2 чорна тура · h2 чорний ферзь · e1 чорна тура · f1 чорний кінь · h1 чорний слон | g8 білий кінь · h8 білий ферзь · g7 білий король · a5 чорний пішак · b5 чорний пішак · c5 чорний пішак · d5 білий слон · h4 біла тура · e3 чорний пішак · f3 чорний пішак · g3 чорний король · h3 чорний пішак · d2 чорний пішак · e2 чорний пішак · f2 чорний слон · g2 чорна тура · h2 чорний ферзь · e1 чорна тура · f1 чорний кінь · h1 чорний слон | g8 білий кінь · h8 білий ферзь · g7 білий король · a5 чорний пішак · b5 чорний пішак · c5 чорний пішак · d5 білий слон · h4 біла тура · e3 чорний пішак · f3 чорний пішак · g3 чорний король · h3 чорний пішак · d2 чорний пішак · e2 чорний пішак · f2 чорний слон · g2 чорна тура · h2 чорний ферзь · e1 чорна тура · f1 чорний кінь · h1 чорний слон | g8 білий кінь · h8 білий ферзь · g7 білий король · a5 чорний пішак · b5 чорний пішак · c5 чорний пішак · d5 білий слон · h4 біла тура · e3 чорний пішак · f3 чорний пішак · g3 чорний король · h3 чорний пішак · d2 чорний пішак · e2 чорний пішак · f2 чорний слон · g2 чорна тура · h2 чорний ферзь · e1 чорна тура · f1 чорний кінь · h1 чорний слон | g8 білий кінь · h8 білий ферзь · g7 білий король · a5 чорний пішак · b5 чорний пішак · c5 чорний пішак · d5 білий слон · h4 біла тура · e3 чорний пішак · f3 чорний пішак · g3 чорний король · h3 чорний пішак · d2 чорний пішак · e2 чорний пішак · f2 чорний слон · g2 чорна тура · h2 чорний ферзь · e1 чорна тура · f1 чорний кінь · h1 чорний слон | g8 білий кінь · h8 білий ферзь · g7 білий король · a5 чорний пішак · b5 чорний пішак · c5 чорний пішак · d5 білий слон · h4 біла тура · e3 чорний пішак · f3 чорний пішак · g3 чорний король · h3 чорний пішак · d2 чорний пішак · e2 чорний пішак · f2 чорний слон · g2 чорна тура · h2 чорний ферзь · e1 чорна тура · f1 чорний кінь · h1 чорний слон | g8 білий кінь · h8 білий ферзь · g7 білий король · a5 чорний пішак · b5 чорний пішак · c5 чорний пішак · d5 білий слон · h4 біла тура · e3 чорний пішак · f3 чорний пішак · g3 чорний король · h3 чорний пішак · d2 чорний пішак · e2 чорний пішак · f2 чорний слон · g2 чорна тура · h2 чорний ферзь · e1 чорна тура · f1 чорний кінь · h1 чорний слон | g8 білий кінь · h8 білий ферзь · g7 білий король · a5 чорний пішак · b5 чорний пішак · c5 чорний пішак · d5 білий слон · h4 біла тура · e3 чорний пішак · f3 чорний пішак · g3 чорний король · h3 чорний пішак · d2 чорний пішак · e2 чорний пішак · f2 чорний слон · g2 чорна тура · h2 чорний ферзь · e1 чорна тура · f1 чорний кінь · h1 чорний слон | 5 |
| 4 | g8 білий кінь · h8 білий ферзь · g7 білий король · a5 чорний пішак · b5 чорний пішак · c5 чорний пішак · d5 білий слон · h4 біла тура · e3 чорний пішак · f3 чорний пішак · g3 чорний король · h3 чорний пішак · d2 чорний пішак · e2 чорний пішак · f2 чорний слон · g2 чорна тура · h2 чорний ферзь · e1 чорна тура · f1 чорний кінь · h1 чорний слон | g8 білий кінь · h8 білий ферзь · g7 білий король · a5 чорний пішак · b5 чорний пішак · c5 чорний пішак · d5 білий слон · h4 біла тура · e3 чорний пішак · f3 чорний пішак · g3 чорний король · h3 чорний пішак · d2 чорний пішак · e2 чорний пішак · f2 чорний слон · g2 чорна тура · h2 чорний ферзь · e1 чорна тура · f1 чорний кінь · h1 чорний слон | g8 білий кінь · h8 білий ферзь · g7 білий король · a5 чорний пішак · b5 чорний пішак · c5 чорний пішак · d5 білий слон · h4 біла тура · e3 чорний пішак · f3 чорний пішак · g3 чорний король · h3 чорний пішак · d2 чорний пішак · e2 чорний пішак · f2 чорний слон · g2 чорна тура · h2 чорний ферзь · e1 чорна тура · f1 чорний кінь · h1 чорний слон | g8 білий кінь · h8 білий ферзь · g7 білий король · a5 чорний пішак · b5 чорний пішак · c5 чорний пішак · d5 білий слон · h4 біла тура · e3 чорний пішак · f3 чорний пішак · g3 чорний король · h3 чорний пішак · d2 чорний пішак · e2 чорний пішак · f2 чорний слон · g2 чорна тура · h2 чорний ферзь · e1 чорна тура · f1 чорний кінь · h1 чорний слон | g8 білий кінь · h8 білий ферзь · g7 білий король · a5 чорний пішак · b5 чорний пішак · c5 чорний пішак · d5 білий слон · h4 біла тура · e3 чорний пішак · f3 чорний пішак · g3 чорний король · h3 чорний пішак · d2 чорний пішак · e2 чорний пішак · f2 чорний слон · g2 чорна тура · h2 чорний ферзь · e1 чорна тура · f1 чорний кінь · h1 чорний слон | g8 білий кінь · h8 білий ферзь · g7 білий король · a5 чорний пішак · b5 чорний пішак · c5 чорний пішак · d5 білий слон · h4 біла тура · e3 чорний пішак · f3 чорний пішак · g3 чорний король · h3 чорний пішак · d2 чорний пішак · e2 чорний пішак · f2 чорний слон · g2 чорна тура · h2 чорний ферзь · e1 чорна тура · f1 чорний кінь · h1 чорний слон | g8 білий кінь · h8 білий ферзь · g7 білий король · a5 чорний пішак · b5 чорний пішак · c5 чорний пішак · d5 білий слон · h4 біла тура · e3 чорний пішак · f3 чорний пішак · g3 чорний король · h3 чорний пішак · d2 чорний пішак · e2 чорний пішак · f2 чорний слон · g2 чорна тура · h2 чорний ферзь · e1 чорна тура · f1 чорний кінь · h1 чорний слон | g8 білий кінь · h8 білий ферзь · g7 білий король · a5 чорний пішак · b5 чорний пішак · c5 чорний пішак · d5 білий слон · h4 біла тура · e3 чорний пішак · f3 чорний пішак · g3 чорний король · h3 чорний пішак · d2 чорний пішак · e2 чорний пішак · f2 чорний слон · g2 чорна тура · h2 чорний ферзь · e1 чорна тура · f1 чорний кінь · h1 чорний слон | 4 |
| 3 | g8 білий кінь · h8 білий ферзь · g7 білий король · a5 чорний пішак · b5 чорний пішак · c5 чорний пішак · d5 білий слон · h4 біла тура · e3 чорний пішак · f3 чорний пішак · g3 чорний король · h3 чорний пішак · d2 чорний пішак · e2 чорний пішак · f2 чорний слон · g2 чорна тура · h2 чорний ферзь · e1 чорна тура · f1 чорний кінь · h1 чорний слон | g8 білий кінь · h8 білий ферзь · g7 білий король · a5 чорний пішак · b5 чорний пішак · c5 чорний пішак · d5 білий слон · h4 біла тура · e3 чорний пішак · f3 чорний пішак · g3 чорний король · h3 чорний пішак · d2 чорний пішак · e2 чорний пішак · f2 чорний слон · g2 чорна тура · h2 чорний ферзь · e1 чорна тура · f1 чорний кінь · h1 чорний слон | g8 білий кінь · h8 білий ферзь · g7 білий король · a5 чорний пішак · b5 чорний пішак · c5 чорний пішак · d5 білий слон · h4 біла тура · e3 чорний пішак · f3 чорний пішак · g3 чорний король · h3 чорний пішак · d2 чорний пішак · e2 чорний пішак · f2 чорний слон · g2 чорна тура · h2 чорний ферзь · e1 чорна тура · f1 чорний кінь · h1 чорний слон | g8 білий кінь · h8 білий ферзь · g7 білий король · a5 чорний пішак · b5 чорний пішак · c5 чорний пішак · d5 білий слон · h4 біла тура · e3 чорний пішак · f3 чорний пішак · g3 чорний король · h3 чорний пішак · d2 чорний пішак · e2 чорний пішак · f2 чорний слон · g2 чорна тура · h2 чорний ферзь · e1 чорна тура · f1 чорний кінь · h1 чорний слон | g8 білий кінь · h8 білий ферзь · g7 білий король · a5 чорний пішак · b5 чорний пішак · c5 чорний пішак · d5 білий слон · h4 біла тура · e3 чорний пішак · f3 чорний пішак · g3 чорний король · h3 чорний пішак · d2 чорний пішак · e2 чорний пішак · f2 чорний слон · g2 чорна тура · h2 чорний ферзь · e1 чорна тура · f1 чорний кінь · h1 чорний слон | g8 білий кінь · h8 білий ферзь · g7 білий король · a5 чорний пішак · b5 чорний пішак · c5 чорний пішак · d5 білий слон · h4 біла тура · e3 чорний пішак · f3 чорний пішак · g3 чорний король · h3 чорний пішак · d2 чорний пішак · e2 чорний пішак · f2 чорний слон · g2 чорна тура · h2 чорний ферзь · e1 чорна тура · f1 чорний кінь · h1 чорний слон | g8 білий кінь · h8 білий ферзь · g7 білий король · a5 чорний пішак · b5 чорний пішак · c5 чорний пішак · d5 білий слон · h4 біла тура · e3 чорний пішак · f3 чорний пішак · g3 чорний король · h3 чорний пішак · d2 чорний пішак · e2 чорний пішак · f2 чорний слон · g2 чорна тура · h2 чорний ферзь · e1 чорна тура · f1 чорний кінь · h1 чорний слон | g8 білий кінь · h8 білий ферзь · g7 білий король · a5 чорний пішак · b5 чорний пішак · c5 чорний пішак · d5 білий слон · h4 біла тура · e3 чорний пішак · f3 чорний пішак · g3 чорний король · h3 чорний пішак · d2 чорний пішак · e2 чорний пішак · f2 чорний слон · g2 чорна тура · h2 чорний ферзь · e1 чорна тура · f1 чорний кінь · h1 чорний слон | 3 |
| 2 | g8 білий кінь · h8 білий ферзь · g7 білий король · a5 чорний пішак · b5 чорний пішак · c5 чорний пішак · d5 білий слон · h4 біла тура · e3 чорний пішак · f3 чорний пішак · g3 чорний король · h3 чорний пішак · d2 чорний пішак · e2 чорний пішак · f2 чорний слон · g2 чорна тура · h2 чорний ферзь · e1 чорна тура · f1 чорний кінь · h1 чорний слон | g8 білий кінь · h8 білий ферзь · g7 білий король · a5 чорний пішак · b5 чорний пішак · c5 чорний пішак · d5 білий слон · h4 біла тура · e3 чорний пішак · f3 чорний пішак · g3 чорний король · h3 чорний пішак · d2 чорний пішак · e2 чорний пішак · f2 чорний слон · g2 чорна тура · h2 чорний ферзь · e1 чорна тура · f1 чорний кінь · h1 чорний слон | g8 білий кінь · h8 білий ферзь · g7 білий король · a5 чорний пішак · b5 чорний пішак · c5 чорний пішак · d5 білий слон · h4 біла тура · e3 чорний пішак · f3 чорний пішак · g3 чорний король · h3 чорний пішак · d2 чорний пішак · e2 чорний пішак · f2 чорний слон · g2 чорна тура · h2 чорний ферзь · e1 чорна тура · f1 чорний кінь · h1 чорний слон | g8 білий кінь · h8 білий ферзь · g7 білий король · a5 чорний пішак · b5 чорний пішак · c5 чорний пішак · d5 білий слон · h4 біла тура · e3 чорний пішак · f3 чорний пішак · g3 чорний король · h3 чорний пішак · d2 чорний пішак · e2 чорний пішак · f2 чорний слон · g2 чорна тура · h2 чорний ферзь · e1 чорна тура · f1 чорний кінь · h1 чорний слон | g8 білий кінь · h8 білий ферзь · g7 білий король · a5 чорний пішак · b5 чорний пішак · c5 чорний пішак · d5 білий слон · h4 біла тура · e3 чорний пішак · f3 чорний пішак · g3 чорний король · h3 чорний пішак · d2 чорний пішак · e2 чорний пішак · f2 чорний слон · g2 чорна тура · h2 чорний ферзь · e1 чорна тура · f1 чорний кінь · h1 чорний слон | g8 білий кінь · h8 білий ферзь · g7 білий король · a5 чорний пішак · b5 чорний пішак · c5 чорний пішак · d5 білий слон · h4 біла тура · e3 чорний пішак · f3 чорний пішак · g3 чорний король · h3 чорний пішак · d2 чорний пішак · e2 чорний пішак · f2 чорний слон · g2 чорна тура · h2 чорний ферзь · e1 чорна тура · f1 чорний кінь · h1 чорний слон | g8 білий кінь · h8 білий ферзь · g7 білий король · a5 чорний пішак · b5 чорний пішак · c5 чорний пішак · d5 білий слон · h4 біла тура · e3 чорний пішак · f3 чорний пішак · g3 чорний король · h3 чорний пішак · d2 чорний пішак · e2 чорний пішак · f2 чорний слон · g2 чорна тура · h2 чорний ферзь · e1 чорна тура · f1 чорний кінь · h1 чорний слон | g8 білий кінь · h8 білий ферзь · g7 білий король · a5 чорний пішак · b5 чорний пішак · c5 чорний пішак · d5 білий слон · h4 біла тура · e3 чорний пішак · f3 чорний пішак · g3 чорний король · h3 чорний пішак · d2 чорний пішак · e2 чорний пішак · f2 чорний слон · g2 чорна тура · h2 чорний ферзь · e1 чорна тура · f1 чорний кінь · h1 чорний слон | 2 |
| 1 | g8 білий кінь · h8 білий ферзь · g7 білий король · a5 чорний пішак · b5 чорний пішак · c5 чорний пішак · d5 білий слон · h4 біла тура · e3 чорний пішак · f3 чорний пішак · g3 чорний король · h3 чорний пішак · d2 чорний пішак · e2 чорний пішак · f2 чорний слон · g2 чорна тура · h2 чорний ферзь · e1 чорна тура · f1 чорний кінь · h1 чорний слон | g8 білий кінь · h8 білий ферзь · g7 білий король · a5 чорний пішак · b5 чорний пішак · c5 чорний пішак · d5 білий слон · h4 біла тура · e3 чорний пішак · f3 чорний пішак · g3 чорний король · h3 чорний пішак · d2 чорний пішак · e2 чорний пішак · f2 чорний слон · g2 чорна тура · h2 чорний ферзь · e1 чорна тура · f1 чорний кінь · h1 чорний слон | g8 білий кінь · h8 білий ферзь · g7 білий король · a5 чорний пішак · b5 чорний пішак · c5 чорний пішак · d5 білий слон · h4 біла тура · e3 чорний пішак · f3 чорний пішак · g3 чорний король · h3 чорний пішак · d2 чорний пішак · e2 чорний пішак · f2 чорний слон · g2 чорна тура · h2 чорний ферзь · e1 чорна тура · f1 чорний кінь · h1 чорний слон | g8 білий кінь · h8 білий ферзь · g7 білий король · a5 чорний пішак · b5 чорний пішак · c5 чорний пішак · d5 білий слон · h4 біла тура · e3 чорний пішак · f3 чорний пішак · g3 чорний король · h3 чорний пішак · d2 чорний пішак · e2 чорний пішак · f2 чорний слон · g2 чорна тура · h2 чорний ферзь · e1 чорна тура · f1 чорний кінь · h1 чорний слон | g8 білий кінь · h8 білий ферзь · g7 білий король · a5 чорний пішак · b5 чорний пішак · c5 чорний пішак · d5 білий слон · h4 біла тура · e3 чорний пішак · f3 чорний пішак · g3 чорний король · h3 чорний пішак · d2 чорний пішак · e2 чорний пішак · f2 чорний слон · g2 чорна тура · h2 чорний ферзь · e1 чорна тура · f1 чорний кінь · h1 чорний слон | g8 білий кінь · h8 білий ферзь · g7 білий король · a5 чорний пішак · b5 чорний пішак · c5 чорний пішак · d5 білий слон · h4 біла тура · e3 чорний пішак · f3 чорний пішак · g3 чорний король · h3 чорний пішак · d2 чорний пішак · e2 чорний пішак · f2 чорний слон · g2 чорна тура · h2 чорний ферзь · e1 чорна тура · f1 чорний кінь · h1 чорний слон | g8 білий кінь · h8 білий ферзь · g7 білий король · a5 чорний пішак · b5 чорний пішак · c5 чорний пішак · d5 білий слон · h4 біла тура · e3 чорний пішак · f3 чорний пішак · g3 чорний король · h3 чорний пішак · d2 чорний пішак · e2 чорний пішак · f2 чорний слон · g2 чорна тура · h2 чорний ферзь · e1 чорна тура · f1 чорний кінь · h1 чорний слон | g8 білий кінь · h8 білий ферзь · g7 білий король · a5 чорний пішак · b5 чорний пішак · c5 чорний пішак · d5 білий слон · h4 біла тура · e3 чорний пішак · f3 чорний пішак · g3 чорний король · h3 чорний пішак · d2 чорний пішак · e2 чорний пішак · f2 чорний слон · g2 чорна тура · h2 чорний ферзь · e1 чорна тура · f1 чорний кінь · h1 чорний слон | 1 |
|   | a | b | c | d | e | f | g | h |   |

|   | a | b | c | d | e | f | g | h |   |
| 8 | d7 білий ферзь · f7 чорний пішак · g7 чорний пішак · h7 білий слон · b6 чорний слон · c6 біла тура · f6 білий пішак · g6 білий кінь · h6 чорний пішак · b5 чорна тура · e5 чорний пішак · e4 чорний король · f4 білий слон · h4 білий король · a3 чорний кінь · f3 білий кінь · g3 біла тура · a2 чорна тура · e2 чорний пішак · g2 білий пішак · h2 чорний кінь · b1 чорний ферзь | d7 білий ферзь · f7 чорний пішак · g7 чорний пішак · h7 білий слон · b6 чорний слон · c6 біла тура · f6 білий пішак · g6 білий кінь · h6 чорний пішак · b5 чорна тура · e5 чорний пішак · e4 чорний король · f4 білий слон · h4 білий король · a3 чорний кінь · f3 білий кінь · g3 біла тура · a2 чорна тура · e2 чорний пішак · g2 білий пішак · h2 чорний кінь · b1 чорний ферзь | d7 білий ферзь · f7 чорний пішак · g7 чорний пішак · h7 білий слон · b6 чорний слон · c6 біла тура · f6 білий пішак · g6 білий кінь · h6 чорний пішак · b5 чорна тура · e5 чорний пішак · e4 чорний король · f4 білий слон · h4 білий король · a3 чорний кінь · f3 білий кінь · g3 біла тура · a2 чорна тура · e2 чорний пішак · g2 білий пішак · h2 чорний кінь · b1 чорний ферзь | d7 білий ферзь · f7 чорний пішак · g7 чорний пішак · h7 білий слон · b6 чорний слон · c6 біла тура · f6 білий пішак · g6 білий кінь · h6 чорний пішак · b5 чорна тура · e5 чорний пішак · e4 чорний король · f4 білий слон · h4 білий король · a3 чорний кінь · f3 білий кінь · g3 біла тура · a2 чорна тура · e2 чорний пішак · g2 білий пішак · h2 чорний кінь · b1 чорний ферзь | d7 білий ферзь · f7 чорний пішак · g7 чорний пішак · h7 білий слон · b6 чорний слон · c6 біла тура · f6 білий пішак · g6 білий кінь · h6 чорний пішак · b5 чорна тура · e5 чорний пішак · e4 чорний король · f4 білий слон · h4 білий король · a3 чорний кінь · f3 білий кінь · g3 біла тура · a2 чорна тура · e2 чорний пішак · g2 білий пішак · h2 чорний кінь · b1 чорний ферзь | d7 білий ферзь · f7 чорний пішак · g7 чорний пішак · h7 білий слон · b6 чорний слон · c6 біла тура · f6 білий пішак · g6 білий кінь · h6 чорний пішак · b5 чорна тура · e5 чорний пішак · e4 чорний король · f4 білий слон · h4 білий король · a3 чорний кінь · f3 білий кінь · g3 біла тура · a2 чорна тура · e2 чорний пішак · g2 білий пішак · h2 чорний кінь · b1 чорний ферзь | d7 білий ферзь · f7 чорний пішак · g7 чорний пішак · h7 білий слон · b6 чорний слон · c6 біла тура · f6 білий пішак · g6 білий кінь · h6 чорний пішак · b5 чорна тура · e5 чорний пішак · e4 чорний король · f4 білий слон · h4 білий король · a3 чорний кінь · f3 білий кінь · g3 біла тура · a2 чорна тура · e2 чорний пішак · g2 білий пішак · h2 чорний кінь · b1 чорний ферзь | d7 білий ферзь · f7 чорний пішак · g7 чорний пішак · h7 білий слон · b6 чорний слон · c6 біла тура · f6 білий пішак · g6 білий кінь · h6 чорний пішак · b5 чорна тура · e5 чорний пішак · e4 чорний король · f4 білий слон · h4 білий король · a3 чорний кінь · f3 білий кінь · g3 біла тура · a2 чорна тура · e2 чорний пішак · g2 білий пішак · h2 чорний кінь · b1 чорний ферзь | 8 |
| 7 | d7 білий ферзь · f7 чорний пішак · g7 чорний пішак · h7 білий слон · b6 чорний слон · c6 біла тура · f6 білий пішак · g6 білий кінь · h6 чорний пішак · b5 чорна тура · e5 чорний пішак · e4 чорний король · f4 білий слон · h4 білий король · a3 чорний кінь · f3 білий кінь · g3 біла тура · a2 чорна тура · e2 чорний пішак · g2 білий пішак · h2 чорний кінь · b1 чорний ферзь | d7 білий ферзь · f7 чорний пішак · g7 чорний пішак · h7 білий слон · b6 чорний слон · c6 біла тура · f6 білий пішак · g6 білий кінь · h6 чорний пішак · b5 чорна тура · e5 чорний пішак · e4 чорний король · f4 білий слон · h4 білий король · a3 чорний кінь · f3 білий кінь · g3 біла тура · a2 чорна тура · e2 чорний пішак · g2 білий пішак · h2 чорний кінь · b1 чорний ферзь | d7 білий ферзь · f7 чорний пішак · g7 чорний пішак · h7 білий слон · b6 чорний слон · c6 біла тура · f6 білий пішак · g6 білий кінь · h6 чорний пішак · b5 чорна тура · e5 чорний пішак · e4 чорний король · f4 білий слон · h4 білий король · a3 чорний кінь · f3 білий кінь · g3 біла тура · a2 чорна тура · e2 чорний пішак · g2 білий пішак · h2 чорний кінь · b1 чорний ферзь | d7 білий ферзь · f7 чорний пішак · g7 чорний пішак · h7 білий слон · b6 чорний слон · c6 біла тура · f6 білий пішак · g6 білий кінь · h6 чорний пішак · b5 чорна тура · e5 чорний пішак · e4 чорний король · f4 білий слон · h4 білий король · a3 чорний кінь · f3 білий кінь · g3 біла тура · a2 чорна тура · e2 чорний пішак · g2 білий пішак · h2 чорний кінь · b1 чорний ферзь | d7 білий ферзь · f7 чорний пішак · g7 чорний пішак · h7 білий слон · b6 чорний слон · c6 біла тура · f6 білий пішак · g6 білий кінь · h6 чорний пішак · b5 чорна тура · e5 чорний пішак · e4 чорний король · f4 білий слон · h4 білий король · a3 чорний кінь · f3 білий кінь · g3 біла тура · a2 чорна тура · e2 чорний пішак · g2 білий пішак · h2 чорний кінь · b1 чорний ферзь | d7 білий ферзь · f7 чорний пішак · g7 чорний пішак · h7 білий слон · b6 чорний слон · c6 біла тура · f6 білий пішак · g6 білий кінь · h6 чорний пішак · b5 чорна тура · e5 чорний пішак · e4 чорний король · f4 білий слон · h4 білий король · a3 чорний кінь · f3 білий кінь · g3 біла тура · a2 чорна тура · e2 чорний пішак · g2 білий пішак · h2 чорний кінь · b1 чорний ферзь | d7 білий ферзь · f7 чорний пішак · g7 чорний пішак · h7 білий слон · b6 чорний слон · c6 біла тура · f6 білий пішак · g6 білий кінь · h6 чорний пішак · b5 чорна тура · e5 чорний пішак · e4 чорний король · f4 білий слон · h4 білий король · a3 чорний кінь · f3 білий кінь · g3 біла тура · a2 чорна тура · e2 чорний пішак · g2 білий пішак · h2 чорний кінь · b1 чорний ферзь | d7 білий ферзь · f7 чорний пішак · g7 чорний пішак · h7 білий слон · b6 чорний слон · c6 біла тура · f6 білий пішак · g6 білий кінь · h6 чорний пішак · b5 чорна тура · e5 чорний пішак · e4 чорний король · f4 білий слон · h4 білий король · a3 чорний кінь · f3 білий кінь · g3 біла тура · a2 чорна тура · e2 чорний пішак · g2 білий пішак · h2 чорний кінь · b1 чорний ферзь | 7 |
| 6 | d7 білий ферзь · f7 чорний пішак · g7 чорний пішак · h7 білий слон · b6 чорний слон · c6 біла тура · f6 білий пішак · g6 білий кінь · h6 чорний пішак · b5 чорна тура · e5 чорний пішак · e4 чорний король · f4 білий слон · h4 білий король · a3 чорний кінь · f3 білий кінь · g3 біла тура · a2 чорна тура · e2 чорний пішак · g2 білий пішак · h2 чорний кінь · b1 чорний ферзь | d7 білий ферзь · f7 чорний пішак · g7 чорний пішак · h7 білий слон · b6 чорний слон · c6 біла тура · f6 білий пішак · g6 білий кінь · h6 чорний пішак · b5 чорна тура · e5 чорний пішак · e4 чорний король · f4 білий слон · h4 білий король · a3 чорний кінь · f3 білий кінь · g3 біла тура · a2 чорна тура · e2 чорний пішак · g2 білий пішак · h2 чорний кінь · b1 чорний ферзь | d7 білий ферзь · f7 чорний пішак · g7 чорний пішак · h7 білий слон · b6 чорний слон · c6 біла тура · f6 білий пішак · g6 білий кінь · h6 чорний пішак · b5 чорна тура · e5 чорний пішак · e4 чорний король · f4 білий слон · h4 білий король · a3 чорний кінь · f3 білий кінь · g3 біла тура · a2 чорна тура · e2 чорний пішак · g2 білий пішак · h2 чорний кінь · b1 чорний ферзь | d7 білий ферзь · f7 чорний пішак · g7 чорний пішак · h7 білий слон · b6 чорний слон · c6 біла тура · f6 білий пішак · g6 білий кінь · h6 чорний пішак · b5 чорна тура · e5 чорний пішак · e4 чорний король · f4 білий слон · h4 білий король · a3 чорний кінь · f3 білий кінь · g3 біла тура · a2 чорна тура · e2 чорний пішак · g2 білий пішак · h2 чорний кінь · b1 чорний ферзь | d7 білий ферзь · f7 чорний пішак · g7 чорний пішак · h7 білий слон · b6 чорний слон · c6 біла тура · f6 білий пішак · g6 білий кінь · h6 чорний пішак · b5 чорна тура · e5 чорний пішак · e4 чорний король · f4 білий слон · h4 білий король · a3 чорний кінь · f3 білий кінь · g3 біла тура · a2 чорна тура · e2 чорний пішак · g2 білий пішак · h2 чорний кінь · b1 чорний ферзь | d7 білий ферзь · f7 чорний пішак · g7 чорний пішак · h7 білий слон · b6 чорний слон · c6 біла тура · f6 білий пішак · g6 білий кінь · h6 чорний пішак · b5 чорна тура · e5 чорний пішак · e4 чорний король · f4 білий слон · h4 білий король · a3 чорний кінь · f3 білий кінь · g3 біла тура · a2 чорна тура · e2 чорний пішак · g2 білий пішак · h2 чорний кінь · b1 чорний ферзь | d7 білий ферзь · f7 чорний пішак · g7 чорний пішак · h7 білий слон · b6 чорний слон · c6 біла тура · f6 білий пішак · g6 білий кінь · h6 чорний пішак · b5 чорна тура · e5 чорний пішак · e4 чорний король · f4 білий слон · h4 білий король · a3 чорний кінь · f3 білий кінь · g3 біла тура · a2 чорна тура · e2 чорний пішак · g2 білий пішак · h2 чорний кінь · b1 чорний ферзь | d7 білий ферзь · f7 чорний пішак · g7 чорний пішак · h7 білий слон · b6 чорний слон · c6 біла тура · f6 білий пішак · g6 білий кінь · h6 чорний пішак · b5 чорна тура · e5 чорний пішак · e4 чорний король · f4 білий слон · h4 білий король · a3 чорний кінь · f3 білий кінь · g3 біла тура · a2 чорна тура · e2 чорний пішак · g2 білий пішак · h2 чорний кінь · b1 чорний ферзь | 6 |
| 5 | d7 білий ферзь · f7 чорний пішак · g7 чорний пішак · h7 білий слон · b6 чорний слон · c6 біла тура · f6 білий пішак · g6 білий кінь · h6 чорний пішак · b5 чорна тура · e5 чорний пішак · e4 чорний король · f4 білий слон · h4 білий король · a3 чорний кінь · f3 білий кінь · g3 біла тура · a2 чорна тура · e2 чорний пішак · g2 білий пішак · h2 чорний кінь · b1 чорний ферзь | d7 білий ферзь · f7 чорний пішак · g7 чорний пішак · h7 білий слон · b6 чорний слон · c6 біла тура · f6 білий пішак · g6 білий кінь · h6 чорний пішак · b5 чорна тура · e5 чорний пішак · e4 чорний король · f4 білий слон · h4 білий король · a3 чорний кінь · f3 білий кінь · g3 біла тура · a2 чорна тура · e2 чорний пішак · g2 білий пішак · h2 чорний кінь · b1 чорний ферзь | d7 білий ферзь · f7 чорний пішак · g7 чорний пішак · h7 білий слон · b6 чорний слон · c6 біла тура · f6 білий пішак · g6 білий кінь · h6 чорний пішак · b5 чорна тура · e5 чорний пішак · e4 чорний король · f4 білий слон · h4 білий король · a3 чорний кінь · f3 білий кінь · g3 біла тура · a2 чорна тура · e2 чорний пішак · g2 білий пішак · h2 чорний кінь · b1 чорний ферзь | d7 білий ферзь · f7 чорний пішак · g7 чорний пішак · h7 білий слон · b6 чорний слон · c6 біла тура · f6 білий пішак · g6 білий кінь · h6 чорний пішак · b5 чорна тура · e5 чорний пішак · e4 чорний король · f4 білий слон · h4 білий король · a3 чорний кінь · f3 білий кінь · g3 біла тура · a2 чорна тура · e2 чорний пішак · g2 білий пішак · h2 чорний кінь · b1 чорний ферзь | d7 білий ферзь · f7 чорний пішак · g7 чорний пішак · h7 білий слон · b6 чорний слон · c6 біла тура · f6 білий пішак · g6 білий кінь · h6 чорний пішак · b5 чорна тура · e5 чорний пішак · e4 чорний король · f4 білий слон · h4 білий король · a3 чорний кінь · f3 білий кінь · g3 біла тура · a2 чорна тура · e2 чорний пішак · g2 білий пішак · h2 чорний кінь · b1 чорний ферзь | d7 білий ферзь · f7 чорний пішак · g7 чорний пішак · h7 білий слон · b6 чорний слон · c6 біла тура · f6 білий пішак · g6 білий кінь · h6 чорний пішак · b5 чорна тура · e5 чорний пішак · e4 чорний король · f4 білий слон · h4 білий король · a3 чорний кінь · f3 білий кінь · g3 біла тура · a2 чорна тура · e2 чорний пішак · g2 білий пішак · h2 чорний кінь · b1 чорний ферзь | d7 білий ферзь · f7 чорний пішак · g7 чорний пішак · h7 білий слон · b6 чорний слон · c6 біла тура · f6 білий пішак · g6 білий кінь · h6 чорний пішак · b5 чорна тура · e5 чорний пішак · e4 чорний король · f4 білий слон · h4 білий король · a3 чорний кінь · f3 білий кінь · g3 біла тура · a2 чорна тура · e2 чорний пішак · g2 білий пішак · h2 чорний кінь · b1 чорний ферзь | d7 білий ферзь · f7 чорний пішак · g7 чорний пішак · h7 білий слон · b6 чорний слон · c6 біла тура · f6 білий пішак · g6 білий кінь · h6 чорний пішак · b5 чорна тура · e5 чорний пішак · e4 чорний король · f4 білий слон · h4 білий король · a3 чорний кінь · f3 білий кінь · g3 біла тура · a2 чорна тура · e2 чорний пішак · g2 білий пішак · h2 чорний кінь · b1 чорний ферзь | 5 |
| 4 | d7 білий ферзь · f7 чорний пішак · g7 чорний пішак · h7 білий слон · b6 чорний слон · c6 біла тура · f6 білий пішак · g6 білий кінь · h6 чорний пішак · b5 чорна тура · e5 чорний пішак · e4 чорний король · f4 білий слон · h4 білий король · a3 чорний кінь · f3 білий кінь · g3 біла тура · a2 чорна тура · e2 чорний пішак · g2 білий пішак · h2 чорний кінь · b1 чорний ферзь | d7 білий ферзь · f7 чорний пішак · g7 чорний пішак · h7 білий слон · b6 чорний слон · c6 біла тура · f6 білий пішак · g6 білий кінь · h6 чорний пішак · b5 чорна тура · e5 чорний пішак · e4 чорний король · f4 білий слон · h4 білий король · a3 чорний кінь · f3 білий кінь · g3 біла тура · a2 чорна тура · e2 чорний пішак · g2 білий пішак · h2 чорний кінь · b1 чорний ферзь | d7 білий ферзь · f7 чорний пішак · g7 чорний пішак · h7 білий слон · b6 чорний слон · c6 біла тура · f6 білий пішак · g6 білий кінь · h6 чорний пішак · b5 чорна тура · e5 чорний пішак · e4 чорний король · f4 білий слон · h4 білий король · a3 чорний кінь · f3 білий кінь · g3 біла тура · a2 чорна тура · e2 чорний пішак · g2 білий пішак · h2 чорний кінь · b1 чорний ферзь | d7 білий ферзь · f7 чорний пішак · g7 чорний пішак · h7 білий слон · b6 чорний слон · c6 біла тура · f6 білий пішак · g6 білий кінь · h6 чорний пішак · b5 чорна тура · e5 чорний пішак · e4 чорний король · f4 білий слон · h4 білий король · a3 чорний кінь · f3 білий кінь · g3 біла тура · a2 чорна тура · e2 чорний пішак · g2 білий пішак · h2 чорний кінь · b1 чорний ферзь | d7 білий ферзь · f7 чорний пішак · g7 чорний пішак · h7 білий слон · b6 чорний слон · c6 біла тура · f6 білий пішак · g6 білий кінь · h6 чорний пішак · b5 чорна тура · e5 чорний пішак · e4 чорний король · f4 білий слон · h4 білий король · a3 чорний кінь · f3 білий кінь · g3 біла тура · a2 чорна тура · e2 чорний пішак · g2 білий пішак · h2 чорний кінь · b1 чорний ферзь | d7 білий ферзь · f7 чорний пішак · g7 чорний пішак · h7 білий слон · b6 чорний слон · c6 біла тура · f6 білий пішак · g6 білий кінь · h6 чорний пішак · b5 чорна тура · e5 чорний пішак · e4 чорний король · f4 білий слон · h4 білий король · a3 чорний кінь · f3 білий кінь · g3 біла тура · a2 чорна тура · e2 чорний пішак · g2 білий пішак · h2 чорний кінь · b1 чорний ферзь | d7 білий ферзь · f7 чорний пішак · g7 чорний пішак · h7 білий слон · b6 чорний слон · c6 біла тура · f6 білий пішак · g6 білий кінь · h6 чорний пішак · b5 чорна тура · e5 чорний пішак · e4 чорний король · f4 білий слон · h4 білий король · a3 чорний кінь · f3 білий кінь · g3 біла тура · a2 чорна тура · e2 чорний пішак · g2 білий пішак · h2 чорний кінь · b1 чорний ферзь | d7 білий ферзь · f7 чорний пішак · g7 чорний пішак · h7 білий слон · b6 чорний слон · c6 біла тура · f6 білий пішак · g6 білий кінь · h6 чорний пішак · b5 чорна тура · e5 чорний пішак · e4 чорний король · f4 білий слон · h4 білий король · a3 чорний кінь · f3 білий кінь · g3 біла тура · a2 чорна тура · e2 чорний пішак · g2 білий пішак · h2 чорний кінь · b1 чорний ферзь | 4 |
| 3 | d7 білий ферзь · f7 чорний пішак · g7 чорний пішак · h7 білий слон · b6 чорний слон · c6 біла тура · f6 білий пішак · g6 білий кінь · h6 чорний пішак · b5 чорна тура · e5 чорний пішак · e4 чорний король · f4 білий слон · h4 білий король · a3 чорний кінь · f3 білий кінь · g3 біла тура · a2 чорна тура · e2 чорний пішак · g2 білий пішак · h2 чорний кінь · b1 чорний ферзь | d7 білий ферзь · f7 чорний пішак · g7 чорний пішак · h7 білий слон · b6 чорний слон · c6 біла тура · f6 білий пішак · g6 білий кінь · h6 чорний пішак · b5 чорна тура · e5 чорний пішак · e4 чорний король · f4 білий слон · h4 білий король · a3 чорний кінь · f3 білий кінь · g3 біла тура · a2 чорна тура · e2 чорний пішак · g2 білий пішак · h2 чорний кінь · b1 чорний ферзь | d7 білий ферзь · f7 чорний пішак · g7 чорний пішак · h7 білий слон · b6 чорний слон · c6 біла тура · f6 білий пішак · g6 білий кінь · h6 чорний пішак · b5 чорна тура · e5 чорний пішак · e4 чорний король · f4 білий слон · h4 білий король · a3 чорний кінь · f3 білий кінь · g3 біла тура · a2 чорна тура · e2 чорний пішак · g2 білий пішак · h2 чорний кінь · b1 чорний ферзь | d7 білий ферзь · f7 чорний пішак · g7 чорний пішак · h7 білий слон · b6 чорний слон · c6 біла тура · f6 білий пішак · g6 білий кінь · h6 чорний пішак · b5 чорна тура · e5 чорний пішак · e4 чорний король · f4 білий слон · h4 білий король · a3 чорний кінь · f3 білий кінь · g3 біла тура · a2 чорна тура · e2 чорний пішак · g2 білий пішак · h2 чорний кінь · b1 чорний ферзь | d7 білий ферзь · f7 чорний пішак · g7 чорний пішак · h7 білий слон · b6 чорний слон · c6 біла тура · f6 білий пішак · g6 білий кінь · h6 чорний пішак · b5 чорна тура · e5 чорний пішак · e4 чорний король · f4 білий слон · h4 білий король · a3 чорний кінь · f3 білий кінь · g3 біла тура · a2 чорна тура · e2 чорний пішак · g2 білий пішак · h2 чорний кінь · b1 чорний ферзь | d7 білий ферзь · f7 чорний пішак · g7 чорний пішак · h7 білий слон · b6 чорний слон · c6 біла тура · f6 білий пішак · g6 білий кінь · h6 чорний пішак · b5 чорна тура · e5 чорний пішак · e4 чорний король · f4 білий слон · h4 білий король · a3 чорний кінь · f3 білий кінь · g3 біла тура · a2 чорна тура · e2 чорний пішак · g2 білий пішак · h2 чорний кінь · b1 чорний ферзь | d7 білий ферзь · f7 чорний пішак · g7 чорний пішак · h7 білий слон · b6 чорний слон · c6 біла тура · f6 білий пішак · g6 білий кінь · h6 чорний пішак · b5 чорна тура · e5 чорний пішак · e4 чорний король · f4 білий слон · h4 білий король · a3 чорний кінь · f3 білий кінь · g3 біла тура · a2 чорна тура · e2 чорний пішак · g2 білий пішак · h2 чорний кінь · b1 чорний ферзь | d7 білий ферзь · f7 чорний пішак · g7 чорний пішак · h7 білий слон · b6 чорний слон · c6 біла тура · f6 білий пішак · g6 білий кінь · h6 чорний пішак · b5 чорна тура · e5 чорний пішак · e4 чорний король · f4 білий слон · h4 білий король · a3 чорний кінь · f3 білий кінь · g3 біла тура · a2 чорна тура · e2 чорний пішак · g2 білий пішак · h2 чорний кінь · b1 чорний ферзь | 3 |
| 2 | d7 білий ферзь · f7 чорний пішак · g7 чорний пішак · h7 білий слон · b6 чорний слон · c6 біла тура · f6 білий пішак · g6 білий кінь · h6 чорний пішак · b5 чорна тура · e5 чорний пішак · e4 чорний король · f4 білий слон · h4 білий король · a3 чорний кінь · f3 білий кінь · g3 біла тура · a2 чорна тура · e2 чорний пішак · g2 білий пішак · h2 чорний кінь · b1 чорний ферзь | d7 білий ферзь · f7 чорний пішак · g7 чорний пішак · h7 білий слон · b6 чорний слон · c6 біла тура · f6 білий пішак · g6 білий кінь · h6 чорний пішак · b5 чорна тура · e5 чорний пішак · e4 чорний король · f4 білий слон · h4 білий король · a3 чорний кінь · f3 білий кінь · g3 біла тура · a2 чорна тура · e2 чорний пішак · g2 білий пішак · h2 чорний кінь · b1 чорний ферзь | d7 білий ферзь · f7 чорний пішак · g7 чорний пішак · h7 білий слон · b6 чорний слон · c6 біла тура · f6 білий пішак · g6 білий кінь · h6 чорний пішак · b5 чорна тура · e5 чорний пішак · e4 чорний король · f4 білий слон · h4 білий король · a3 чорний кінь · f3 білий кінь · g3 біла тура · a2 чорна тура · e2 чорний пішак · g2 білий пішак · h2 чорний кінь · b1 чорний ферзь | d7 білий ферзь · f7 чорний пішак · g7 чорний пішак · h7 білий слон · b6 чорний слон · c6 біла тура · f6 білий пішак · g6 білий кінь · h6 чорний пішак · b5 чорна тура · e5 чорний пішак · e4 чорний король · f4 білий слон · h4 білий король · a3 чорний кінь · f3 білий кінь · g3 біла тура · a2 чорна тура · e2 чорний пішак · g2 білий пішак · h2 чорний кінь · b1 чорний ферзь | d7 білий ферзь · f7 чорний пішак · g7 чорний пішак · h7 білий слон · b6 чорний слон · c6 біла тура · f6 білий пішак · g6 білий кінь · h6 чорний пішак · b5 чорна тура · e5 чорний пішак · e4 чорний король · f4 білий слон · h4 білий король · a3 чорний кінь · f3 білий кінь · g3 біла тура · a2 чорна тура · e2 чорний пішак · g2 білий пішак · h2 чорний кінь · b1 чорний ферзь | d7 білий ферзь · f7 чорний пішак · g7 чорний пішак · h7 білий слон · b6 чорний слон · c6 біла тура · f6 білий пішак · g6 білий кінь · h6 чорний пішак · b5 чорна тура · e5 чорний пішак · e4 чорний король · f4 білий слон · h4 білий король · a3 чорний кінь · f3 білий кінь · g3 біла тура · a2 чорна тура · e2 чорний пішак · g2 білий пішак · h2 чорний кінь · b1 чорний ферзь | d7 білий ферзь · f7 чорний пішак · g7 чорний пішак · h7 білий слон · b6 чорний слон · c6 біла тура · f6 білий пішак · g6 білий кінь · h6 чорний пішак · b5 чорна тура · e5 чорний пішак · e4 чорний король · f4 білий слон · h4 білий король · a3 чорний кінь · f3 білий кінь · g3 біла тура · a2 чорна тура · e2 чорний пішак · g2 білий пішак · h2 чорний кінь · b1 чорний ферзь | d7 білий ферзь · f7 чорний пішак · g7 чорний пішак · h7 білий слон · b6 чорний слон · c6 біла тура · f6 білий пішак · g6 білий кінь · h6 чорний пішак · b5 чорна тура · e5 чорний пішак · e4 чорний король · f4 білий слон · h4 білий король · a3 чорний кінь · f3 білий кінь · g3 біла тура · a2 чорна тура · e2 чорний пішак · g2 білий пішак · h2 чорний кінь · b1 чорний ферзь | 2 |
| 1 | d7 білий ферзь · f7 чорний пішак · g7 чорний пішак · h7 білий слон · b6 чорний слон · c6 біла тура · f6 білий пішак · g6 білий кінь · h6 чорний пішак · b5 чорна тура · e5 чорний пішак · e4 чорний король · f4 білий слон · h4 білий король · a3 чорний кінь · f3 білий кінь · g3 біла тура · a2 чорна тура · e2 чорний пішак · g2 білий пішак · h2 чорний кінь · b1 чорний ферзь | d7 білий ферзь · f7 чорний пішак · g7 чорний пішак · h7 білий слон · b6 чорний слон · c6 біла тура · f6 білий пішак · g6 білий кінь · h6 чорний пішак · b5 чорна тура · e5 чорний пішак · e4 чорний король · f4 білий слон · h4 білий король · a3 чорний кінь · f3 білий кінь · g3 біла тура · a2 чорна тура · e2 чорний пішак · g2 білий пішак · h2 чорний кінь · b1 чорний ферзь | d7 білий ферзь · f7 чорний пішак · g7 чорний пішак · h7 білий слон · b6 чорний слон · c6 біла тура · f6 білий пішак · g6 білий кінь · h6 чорний пішак · b5 чорна тура · e5 чорний пішак · e4 чорний король · f4 білий слон · h4 білий король · a3 чорний кінь · f3 білий кінь · g3 біла тура · a2 чорна тура · e2 чорний пішак · g2 білий пішак · h2 чорний кінь · b1 чорний ферзь | d7 білий ферзь · f7 чорний пішак · g7 чорний пішак · h7 білий слон · b6 чорний слон · c6 біла тура · f6 білий пішак · g6 білий кінь · h6 чорний пішак · b5 чорна тура · e5 чорний пішак · e4 чорний король · f4 білий слон · h4 білий король · a3 чорний кінь · f3 білий кінь · g3 біла тура · a2 чорна тура · e2 чорний пішак · g2 білий пішак · h2 чорний кінь · b1 чорний ферзь | d7 білий ферзь · f7 чорний пішак · g7 чорний пішак · h7 білий слон · b6 чорний слон · c6 біла тура · f6 білий пішак · g6 білий кінь · h6 чорний пішак · b5 чорна тура · e5 чорний пішак · e4 чорний король · f4 білий слон · h4 білий король · a3 чорний кінь · f3 білий кінь · g3 біла тура · a2 чорна тура · e2 чорний пішак · g2 білий пішак · h2 чорний кінь · b1 чорний ферзь | d7 білий ферзь · f7 чорний пішак · g7 чорний пішак · h7 білий слон · b6 чорний слон · c6 біла тура · f6 білий пішак · g6 білий кінь · h6 чорний пішак · b5 чорна тура · e5 чорний пішак · e4 чорний король · f4 білий слон · h4 білий король · a3 чорний кінь · f3 білий кінь · g3 біла тура · a2 чорна тура · e2 чорний пішак · g2 білий пішак · h2 чорний кінь · b1 чорний ферзь | d7 білий ферзь · f7 чорний пішак · g7 чорний пішак · h7 білий слон · b6 чорний слон · c6 біла тура · f6 білий пішак · g6 білий кінь · h6 чорний пішак · b5 чорна тура · e5 чорний пішак · e4 чорний король · f4 білий слон · h4 білий король · a3 чорний кінь · f3 білий кінь · g3 біла тура · a2 чорна тура · e2 чорний пішак · g2 білий пішак · h2 чорний кінь · b1 чорний ферзь | d7 білий ферзь · f7 чорний пішак · g7 чорний пішак · h7 білий слон · b6 чорний слон · c6 біла тура · f6 білий пішак · g6 білий кінь · h6 чорний пішак · b5 чорна тура · e5 чорний пішак · e4 чорний король · f4 білий слон · h4 білий король · a3 чорний кінь · f3 білий кінь · g3 біла тура · a2 чорна тура · e2 чорний пішак · g2 білий пішак · h2 чорний кінь · b1 чорний ферзь | 1 |
|   | a | b | c | d | e | f | g | h |   |